# Massacro alla foresta nera
Massacro alla foresta nera (em alemão:  Hermann der Cherusker - Die Schlacht im Teutoburger Wald) é um filme teuto-italiano de 1967, do subgênero peplum, dirigido por Ferdinando Baldi.

## Sinopse
Líder romano do século I organiza um plano astucioso, envolvendo prodigiosas manobras militares para enfrentar as tropas germânicas lideradas por Armínio. O combate se dá na Floresta Negra, com os romanos incendiando a floresta a fim de emboscar o inimigo. 

## Elenco
- Cameron Mitchell - cônsul Aulus Sessina
- Antonella Lualdi - Tusnelda
- Hans von Borsody - Arminius
- Beba Loncar - Lívia